# Maia Petrova
Maia Andreevna Petrova (în rusă Майя Андреевна Петрова) (născută pe 26 mai 1982, în Volgograd, RSSF Rusă) este o handbalistă din Rusia care joacă pentru clubul Rostov-Don și echipa națională a Rusiei. Petrova evoluează pe postul de pivot.
În august 2016, Maia Petrova a făcut parte din selecționata Rusiei care a cucerit medalia de aur la Jocurile Olimpice de la Rio de Janeiro.
Maia Petrova este și componentă a echipei naționale a Rusiei de handbal pe plajă, alături de care a câștigat un titlu mondial și unul european.

## Palmares
Club
- Campionatul Rusiei: 
  - Câștigătoare: 2000, 2001, 2015
  - Medalie de argint: 2011, 2012, 2013, 2016
  - Medalie de bronz: 2004, 2005, 2010, 2014

- Cupa Rusiei: 
  -  Câștigătoare: 2007, 2008, 2012, 2013, 2015

- Liga Campionilor EHF: 
  - Sfert-finalistă: 2001, 2003, 2016

- Cupa EHF: 
  - Finalistă: 2015
  - Sfert-finalistă: 2010

- Cupa EHF: 
  - Semifinalistă: 2013, 2014
  - Sfert-finalistă: 2011

Echipa națională
- Jocurile Olimpice:
  -  Medalie de aur: 2016

- Campionatul Mondial:
  -  Medalie de aur: 2009

- Campionatul European:
  -  Medalie de argint: 2008